# Hedwig Potthast
Hedwig Potthast (Colonia, 5 de febrero de 1912 –Baden-Baden, Alemania 1994) fue secretaria personal y amante del Reichsführer de las SS, Heinrich Himmler.
Hedwig Potthast era hija de un destacado hombre de negocios de Colonia y exsargento mayor. Fue aceptada como secretaria personal de Himmler en 1938.
Himmler perdió en un momento dado el afecto por su esposa Margarete Boden e inició una relación adúltera con Potthast, convirtiéndola en su amante, a pesar de tener con ella una diferencia de 12 años de edad. 
En 1942, tuvo el primer hijo, Helge, fruto de la relación amorosa con Himmler. 
Para evitar el escándalo de un divorcio, Himmler confinó a Potthast en una casa cerca de Berchtesgaden a la que llamaron Schneewinkellehen. En 1944 nacería Nannete "Nenet" Dorotea, la segunda hija de Himmler.
Mientras residió en Berchtesgaden, Potthast se hizo muy amiga de la esposa de Martin Bormann.
La historia ha dejado pocas pistas acerca de lo ocurrido con Potthast después de la Segunda Guerra Mundial y con sus hijos, pero se especula que estos fueron llevados a Estados Unidos y recibidos en casas de acogida con identidades nuevas.